# Gołąb laurowy
Gołąb laurowy (Columba junoniae) – endemiczny gatunek średniej wielkości osiadłego ptaka z rodziny gołębiowatych (Columbidae) występujący na Wyspach Kanaryjskich. Nie wyróżnia się podgatunków.

## Charakterystyka

### Morfologia
Ptak nieco większy od zwykłego gołębia miejskiego. Spód głowy i szyi jest ciemnoszarobrązowy, a góra zielona z metalicznym połyskiem. Oczy ma czerwone, a dziób żółtobiały z różową nasadką. Na piersi, brzuchu i karku widnieje kolor purpurowy. Z kolei skrzydła są jednolicie szarobrązowe z czarnymi lotkami. Kuper i wierzch ogona jest niebieskoszary. Gołąb laurowy charakteryzuje się kremowobiałym paskiem na końcu ogona.

### Wymiary średnie
- Długość ciała 38–41 cm
- Rozpiętość skrzydeł 62–67 cm

## Występowanie

### Środowisko
Zamieszkuje tereny poniżej lub w strefie lasów laurowych rosnących na skalistych zboczach gór.

### Zasięg występowania
Gołąb laurowy jest endemitem i występuje tylko na czterech wyspach archipelagu Wysp Kanaryjskich: La Palmie, La Gomerze, Teneryfie, El Hierro. Na razie nie stwierdzono lęgów na El Hierro.

## Rozród
Między lutym a wrześniem odbywają się najczęściej jeden lub dwa lęgi. Jaja składane są w gnieździe zbudowanym w szczelinach skał bądź na ziemi między drzewami, krzewami na stromym zboczu góry.

## Status
Międzynarodowa Unia Ochrony Przyrody (IUCN) od 2011 uznaje gołębia laurowego za gatunek bliski zagrożenia (NT – Near Threatened); wcześniej – od 2004 był klasyfikowany jako gatunek zagrożony (EN – Endangered), a od 1994 jako gatunek narażony (VU – Vulnerable). Liczebność populacji szacuje się na 2–5 tysięcy dorosłych osobników. Trend liczebności populacji uznaje się za wzrostowy.